# EmelFM2

emelFM2 — двухпанельный файловый менеджер, который использует набор виджетов GTK+ 2 для X11 на Unix-подобных операционных системах.
Расположение окна по умолчанию — два каталога файловой системы в левой и правой областях, подобно Norton Commander, внизу полоса с обычно используемыми командами, чтобы работать на файлах в одном или обеих из этих областей просмотра, и журнале, который показывает вывод команд в нижней части. Это расположение настраиваемо — например, области могут быть реорганизованы так, чтобы области каталога были сложены вертикально, или оно может быть установлено иметь только одну область каталога. Цвета, значки, включённые функции и столбцы описания файла — все настраиваемы.
emelFM2 может обрабатывать архивы и смонтированные файловые системы. Каждая функция, включая пользовательские функции, может быть использована через графический интерфейс или с сочетаниями клавиш.